# Scilla Gabel

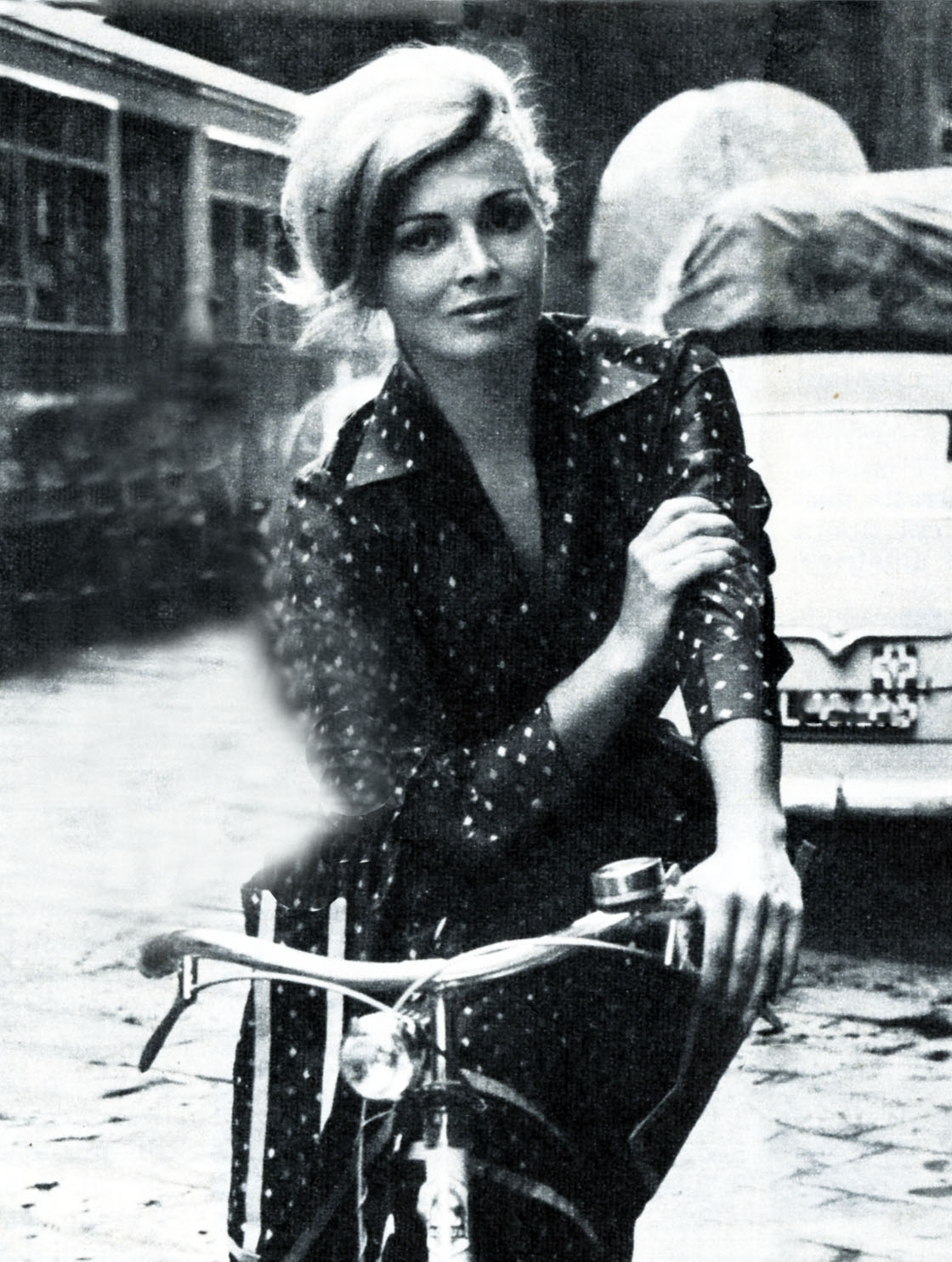
Scilla Gabel în 1959

Scilla Gabel, pe numele real Gianfranca Gabellini, (n. 4 ianuarie 1938, Rimini, Italia) este o actriță italiană. 

## Biografie
Scilla Gabel a studiat actoria la Accademia nazionale d’arte drammatica⁠(d) din Roma și a debutat ca actriță în 1954 cu filmul dramatic Tua per la vita. Deoarece se spunea că avea o asemănare vizuală cu Sophia Loren, în 1957 chiar a trebuit să fie disponibilă ca dublură⁠(d) a lui Loren în lungmetrajul nominalizat la Oscar Băiatul pe delfin (Boy on a Dolphin de Jean Negulesco), ea a intrat sub bisturiu de două ori la începutul carierei, pentru a obține un aspect mai asemănător acesteia. Descoperirea lui Gabel a venit în 1958 cu filmul de aventură italian Capitanul Fracasse. În 1959, a apărut în Tarzan's Greatest Adventure, alături de Gordon Scott în rolul principal și de un încă necunoscut pe atunci, Sean Connery.
În anii 1960, Scilla Gabel a devenit o actriță căutată în așa-numitele filme de sandale. În 1961, a jucat alături de Roger Moore în Răpirea Sabinelor. Doar un an mai târziu, în 1962, a apărut în monumentalul film Sodoma și Gomora. În 1966 a fost câștigată ca actriță pentru coproducția germano-austro-italiană Tiro a segno per uccidere (Das Geheimnis der gelben Mönche). I s-a oferit unul dintre ultimele sale roluri majore în 1968, când a interpretat-o pe Elena din Troia în miniserialul Odiseea.
După ce a filmat doar câteva filme de lungmetraj în anii 1970, inclusiv miniseria în șapte părți din 1976 Dov'è Anna?⁠(d), Scilla Gabel s-a retras din 1984 în viața privată.
După o scurtă legătură cu muzicianul italian Fred Buscaglione (1921-1960), cu 17 ani mai în vârstă decât ea, Scilla Gabel s-a căsătorit în 1968 cu regizorul Piero Schivazappa, cu care are un copil născut în 1974.

## Filmografie selectivă
- 1954 Tua per la vita, regia Sergio Grieco
- 1956 Due sosia in allegria, regia Ignazio Ferronetti
- 1957 Gente felice, regia Mino Loy
- 1958 Căpitanul Fracasse (Capitan Fracassa) - miniserie TV
- 1958 Gambe d'oro, regia Turi Vasile
- 1959 I ragazzi dei Parioli, regia Sergio Corbucci
- 1960 Canaliile (Le canaglie), regia Maurice Labro
- 1960 Părinți în blugi (Genitori in blue-jeans), regia Camillo Mastrocinque
- 1960 La Venere dei pirati, regia Mario Costa
- 1961 Răpirea Sabinelor (Il ratto delle Sabine), regia Richard Pottier
- 1962 Village of Daughters, regia George Pollock
- 1962 Banda de lași (Un branco di vigliacchi), regia Fabrizio Taglioni
- 1962 Maciste il gladiatore più forte del mondo, regia Michele Lupo
- 1962 Sodoma și Gomora (Sodoma e Gomorra), regia Robert Aldrich
- 1963 Doi colonei (I due colonnelli), regia Steno
- 1963 Il terrore dei mantelli rossi, regia Mario Costa
- 1963 La seconda moglie - film TV
- 1964 Cadavere per signora, regia Mario Mattoli
- 1964 La vendetta di Spartacus, regia Michele Lupo
- 1964 Il figlio di Cleopatra, regia Ferdinando Baldi
- 1965 Con rispetto parlando, regia Marcello Ciorciolini
- 1966 Modesty Blaise, regia Joseph Losey
- 1966 Tiro a segno per uccidere, regia Manfred R. Köhler
- 1968 Odissea - miniserie TV, 2 episoade
- 1976 Dov'è Anna? - miniserie TV, 7 episoade